# Pico Alto (Guaramiranga)
Pico Alto é o nome dado à terceira montanha mais alta do estado do Ceará, no nordeste do  Brasil. O pico se eleva a 1.115 metros acima do nível do mar (3.658 pés). Está localizado no município de Guaramiranga, e faz parte da Serra de Baturité. Sendo o pico mais alto, Pico da Serra Branca a 1.154 metros de altitude, Catunda-CE. O segundo maior, o Pico da Serra do olho D'Água, localizado em Monsenhor Tabosa, com 1.129m de altitude é o segundo mais alto.